# پیوتر ژیلینسکی
پیوتر سباستین زلینسکی (لهستانی: Piotr Sebastian Zieliński؛ زادهٔ ۲۰ مهٔ ۱۹۹۴) بازیکن فوتبال اهل لهستان است که برای باشگاه فوتبال اینتر میلان در پست هافبک بازی می‌کند.

## گل‌های ملی
|    | تاریخ           | میزبان                       | رقیب          | زده | پایانی | رقابت                    |
| -- | --------------- | ---------------------------- | ------------- | --- | ------ | ------------------------ |
| ۱  | ۱۴ اوت ۲۰۱۳     | ورزشگاه پی‌جی‌ئی آرنا, گدانسک  | دانمارک       | ۳–۲ | ۲-۳    | دوستانه                  |
| ۲  | ۱۰ سپتامبر ۲۰۱۳ | ورزشگاه سان مارینو, سرواله   | سان مارینو    | ۱–۰ | ۱-۵    | مقدماتی جام جهانی ۲۰۱۴   |
| ۳  | ۱۰ سپتامبر ۲۰۱۳ | ورزشگاه سان مارینو, سرواله   | سان مارینو    | ۴–۱ | ۱-۵    | مقدماتی جام جهانی ۲۰۱۴   |
| ۴  | ۲۷ مارس ۲۰۱۸    | ورزشگاه سیلیزیان, خوژوف      | کرهٔ جنوبی     | ۳–۲ | ۲-۳    | دوستانه                  |
| ۵  | ۸ ژوئن ۲۰۱۸     | ورزشگاه پوزنان, پوزنان       | شیلی          | ۲–۰ | ۲-۲    | دوستانه                  |
| ۶  | ۷ سپتامبر ۲۰۱۸  | ورزشگاه رناتو دلارا, بولونیا | ایتالیا       | ۱–۰ | ۱-۱    | لیگ ملت‌های اروپا ۱۹-۲۰۱۸ |
| ۷  | ۸ ژوئن ۲۰۲۱     | ورزشگاه پوزنان, پوزنان       | ایسلند        | ۱–۱ | ۲-۲    | دوستانه                  |
| ۸  | ۲۹ مارس ۲۰۲۲    | ورزشگاه پوزنان, پوزنان       | سوئد          | ۲–۰ | ۰-۲    | مقدماتی جام جهانی ۲۰۲۲   |
| ۹  | ۱۱ ژوئن ۲۰۲۲    | ورزشگاه دکویپ, روتردام       | هلند          | ۲–۰ | ۲-۲    | لیگ ملت‌های اروپا ۲۳-۲۰۲۲ |
| ۱۰ | ۲۶ نوامبر ۲۰۲۲  | ورزشگاه شهر آموزش, الریان    | عربستان سعودی | ۱–۰ | ۰-۲    | جام جهانی ۲۰۲۲           |

## افتخارات

### باشگاهی
ناپولی
- سری آ(۱): ۲۳–۲۰۲۲
- جام حذفی فوتبال ایتالیا(۱): ۲۰–۲۰۱۹

اینتر میلان
- لیگ قهرمانان اروپا: ۲۵–۲۰۲۴ (نایب‌قهرمان)

### شخصی
- بهترین بازیکن سال لهستان(۱): ۲۰۲۲